# Homme de paille (droit)
Pour l’article homonyme, voir Homme de paille.

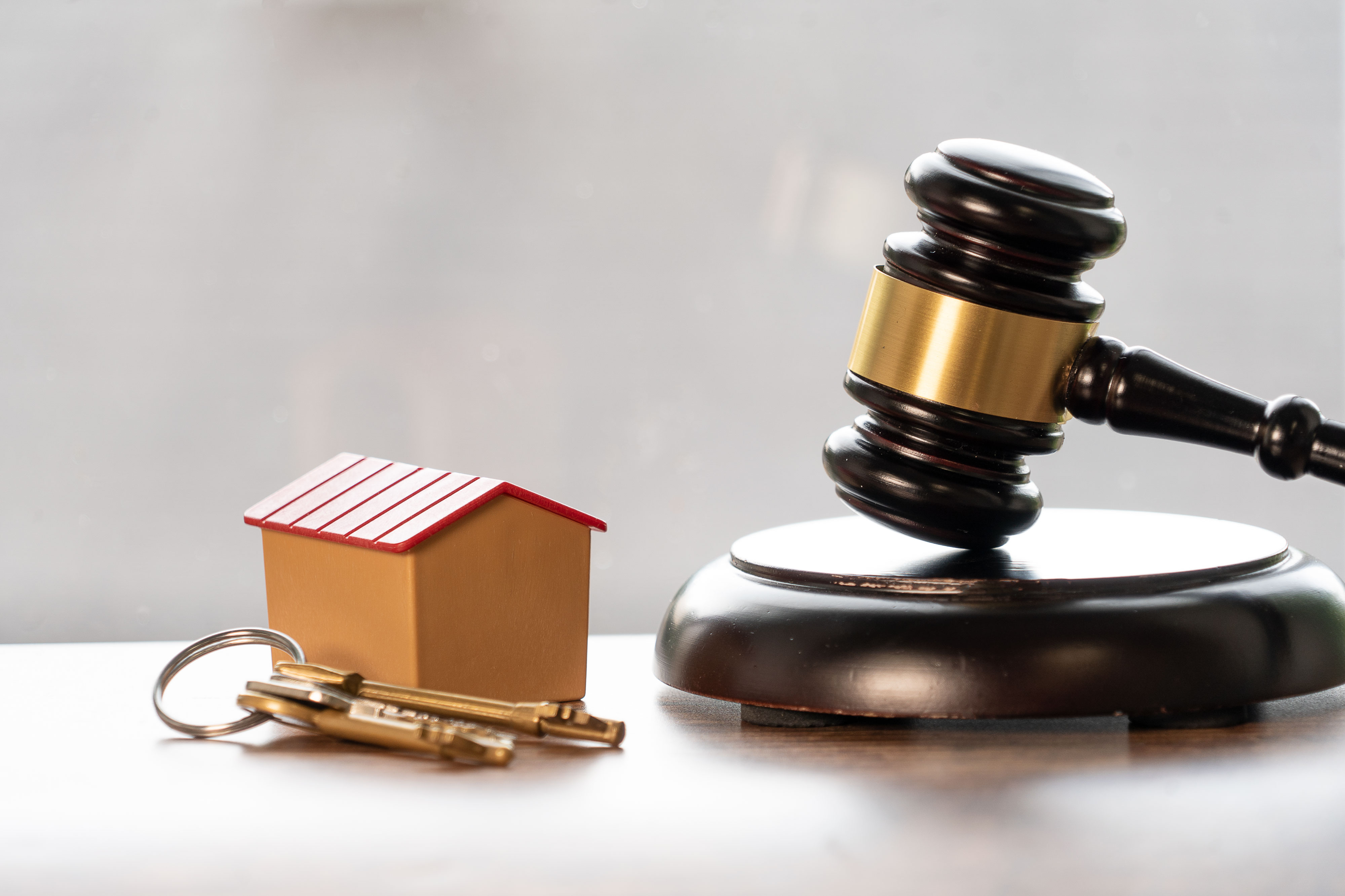
Homme de droits

Un homme de paille ou prête-nom désigne une personne qui couvre de son nom les actes ou les écrits de quelqu'un d'autre. La personne ainsi protégée peut agir de manière anonyme à travers la couverture que lui procure l'homme de paille.